# Letourneur & Marchand

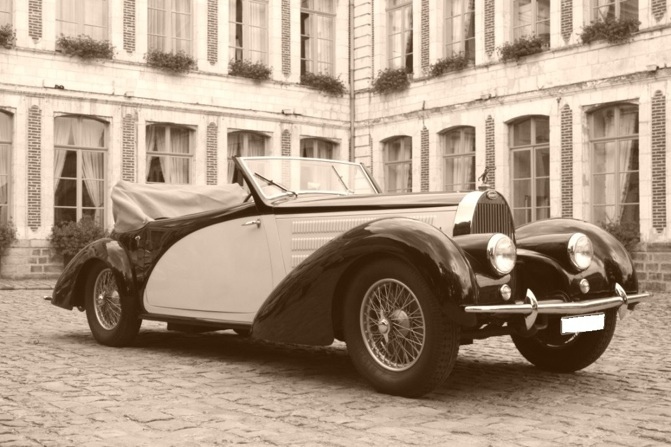
Cabriolet Bugatti Type 57 Stelvio 1938 par Letourneur & Marchand.

Letourneur & Marchand est une entreprise automobile installée à Neuilly-sur-Seine. Fondée par Jean Marchand et par Monsieur Letourneur. Rapidement spécialisé dans le luxe, le carrossier habille des châssis Duesenberg, Hispano-Suiza, Minerva et Rolls-Royce.
En 1924, la filiale Autobineau est créée pour fabriquer des conduites intérieures de série (berlines ou limousines). À partir de 1934, est présentée la Delage Aérosport préfigurant le coach Delage D8-120 éponyme.
Le 7 juin 1935, Joséphine Baker présente une Delage D8-85 carrossée par Letourneur & Marchand au 7e Trophée de l'élégance féminine au bois de Boulogne.
En 1960, l'entreprise Letourneur & Marchand a disparu après l'arrêt du cabriolet Renault Frégate.
Les ateliers de l'entreprise ont été rachetés par Simca Industries et utilisés par Unic pour y installer l'outillage de production des camions Fiat C40 / C50 transféré de Turin pour fabriquer ces camions de moyen tonnage renommés Unic MZU Saverne.